# Zyprischer Fußballpokal 2008/09
Der Zyprische Fußballpokal 2008/09 war die 67. Austragung des zyprischen Pokalwettbewerbs. Er wurde vom zyprischen Fußballverband ausgetragen. Das Finale fand am 16. Mai 2009 im GSP-Stadion von Nikosia statt.
Pokalsieger wurde APOP Kinyras Peyias. Das Team setzte sich im Finale gegen AEL Limassol durch. APOP qualifizierte sich durch den Sieg für die 3. Qualifikationsrunde der UEFA Europa League 2009/10.

## Modus
Alle Begegnungen, außer dem Finale, wurden in Hin- und Rückspiel ausgetragen. Bei Torgleichheit entschied zunächst die Anzahl der auswärts erzielten Tore, danach eine Verlängerung von zweimal 15 Minuten und falls erforderlich ein Elfmeterschießen.

## Teilnehmer
Es nahmen nur die Mannschaften der ersten beiden Ligen teil. Die Teams der Third Division und Fourth Division spielten in einem separat eingerichteten Pokalwettbewerb für Dritt- und Viertligisten.
| First Division (14)                                                                                               | First Division (14) | Second Division (14) | Second Division (14) |
| --- | --- | --- | --- |
| - AEK Larnaka - AEL Limassol - AE Paphos - Anorthosis Famagusta - Alki Larnaka - APOEL Nikosia - Apollon Limassol | - APOP Kinyras Peyias - APEP Pitsilia - Atromitos Yeroskipou - Doxa Katokopia - Enosis Neon Paralimni - Ethnikos Achnas - Omonia Nikosia | - AO Agia Napa - Aris Limassol - ASIL Lysi - Chalkanoras Idaliou - Digenis Akritas Morphou - Enosis Neon THOI Lakatamia - Ermis Aradippou | - Ethnikos Assia - MEAP Nisou - Nea Salamis Famagusta - Olympiakos Nikosia - Omonia Aradippou - Onisilos Sotira - PAEEK Kyrenia |

## 1. Runde
In dieser Runde traten alle 14 Teams der Second Division und 10 Teams der First Division an. Die Erstligisten spielten zuerst auswärts.
|                         | Gesamt    |                            | Hinspiel | Rückspiel |
| ----------------------- | --------- | -------------------------- | -------- | --------- |
| Ethnikos Assia          | 2:0       | ASIL Lysi                  | 0:0      | 2:0       |
| Ermis Aradippou         | (a)3:3(a) | APEP Pitsilia              | 1:1      | 2:2 n. V. |
| Olympiakos Nikosia      | 2:6       | AEL Limassol               | 0:3      | 2:3       |
| Nea Salamis Famagusta   | 2:4       | Doxa Katokopia             | 1:3      | 1:1       |
| Aris Limassol           | 1:2       | AE Paphos                  | 1:1      | 0:1       |
| PAEEK Kyrenia           | 1:5       | Atromitos Yeroskipou       | 0:2      | 1:3       |
| Onisilos Sotira         | 1:2       | Enosis Neon THOI Lakatamia | 0:1      | 1:1       |
| MEAP Nisou              | 0:4       | AEK Larnaka                | 0:1      | 0:3       |
| Chalkanoras Idaliou     | 2:3       | Enosis Neon Paralimni      | 2:3      | 0:0       |
| AO Agia Napa            | 2:5       | Ethnikos Achnas            | 2:2      | 0:3       |
| Digenis Akritas Morphou | 6:4       | Alki Larnaka               | 4:3      | 2:1       |
| Omonia Aradippou        | 2:3       | APOP Kinyras Peyias        | 0:2      | 2:1       |

## 2. Runde
In dieser Runde stiegen die vier Vereine ein, die sich in der letzten Saison für das Halbfinale qualifizierten (APOEL Nikosia, Anorthosis Famagusta, Omonia Nikosia, Apollon Limassol). Ab dieser Runde wurden die Paarungen ohne Einschränkungen gelost.
|                      | Gesamt |                            | Hinspiel | Rückspiel |
| -------------------- | ------ | -------------------------- | -------- | --------- |
| AEK Larnaka          | 1:3    | APOP Kinyras Peyias        | 0:2      | 1:1       |
| Omonia Nikosia       | 5:2    | Digenis Akritas Morphou    | 3:1      | 2:1       |
| AE Paphos            | 1:3    | AEL Limassol               | 0:1      | 1:2       |
| Ermis Aradippou      | 7:2    | Enosis Neon THOI Lakatamia | 3:1      | 4:1       |
| APOEL Nikosia        | 5:4    | Doxa Katokopia             | 2:2      | 3:2       |
| Ethnikos Assia       | 2:8    | Ethnikos Achnas            | 1:5      | 1:3       |
| Atromitos Yeroskipou | 0:3    | Enosis Neon Paralimni      | 0:0      | 0:3       |
| Anorthosis Famagusta | 3:4    | Apollon Limassol           | 2:1      | 1:3 n. V. |

## Viertelfinale
|                  | Gesamt    |                       | Hinspiel | Rückspiel |
| ---------------- | --------- | --------------------- | -------- | --------- |
| Omonia Nikosia   | 0:3       | APOP Kinyras Peyias   | 0:0      | 0:3       |
| Ethnikos Achnas  | 1:3       | AEL Limassol          | 1:1      | 0:2       |
| Ermis Aradippou  | 1:4       | APOEL Nikosia         | 1:1      | 0:3       |
| Apollon Limassol | (a)4:4(a) | Enosis Neon Paralimni | 2:1      | 2:3       |

## Halbfinale
|                     | Gesamt |               | Hinspiel | Rückspiel |
| ------------------- | ------ | ------------- | -------- | --------- |
| Apollon Limassol    | 2:3    | AEL Limassol  | 1:1      | 1:2 n. V. |
| APOP Kinyras Peyias | 2:1    | APOEL Nikosia | 2:0      | 0:1       |

## Finale
| Paarung             | APOP Kinyras Peyias – AEL Limassol |
| Ergebnis            | 2:0 (0:0) |
| Datum               | 16. Mai 2009 |
| Stadion             | GSP-Stadion, Nikosia |
| Zuschauer           | 14.434 |
| Schiedsrichter      | Leontios Trattou |
| Tore                | 1:0 Angelos Efthymiou (84.) 2:0 Fangio Buyse (88.) |
| APOP Kinyras Peyias | Gabor Bardi – Sebastien Grimaldi, Martin Vitali, Márcio Ferreira de Souza, Theodoros Galanis – Giannis Sfakianakis, Fangio Buyse, Angelos Efthymiou, Edgar Marcelino (64. Jose Semedo) – Bernardo Vasconcelos (78. Alain Liri), Eduardo Marques (87. Hamid Rhanem). Cheftrainer: Georgios Polyviou |
| AEL Limassol        | Pierre Ebede – Pedro Torrao, Stelios Parpas, Hélio Roque, Rui Paulo Silva Junior (83. Adrian Mihalcea) – Miguel Rodrigo Vargas (87. Clayton Ferreira Cruz), Silvio Gonzalez, Edwin Ouon, Frederico Castro Roque dos Santos – Loizos Kakoyiannis, Dusan Kerkez.                                     |
| Platzverweise       | Alain Liri (89.) – keine |